# Podarce
Podarce, anche detto Podarche (in greco antico: Ποδάρκης?, Podárkis) è un personaggio della mitologia greca. Fu un Principe di Tessaglia che combatté nella guerra di Troia.

## Genealogia
Figlio di Ificlo o di Filaco e di Diomedea od Astioche.

## Mitologia
Partecipò alla guerra di Troia con quaranta navi, dove dimostrò coraggio e forza in battaglia. 

Dopo che suo fratello Protesilao fu ucciso da Ettore, Podarce guidò le truppe filacee nei combattimenti presso la città si distinse soprattutto durante la battaglia contro le Amazzoni dove con la sua lancia colpì mortalmente l'amazzone Clonia e fu ucciso con un colpo di giavellotto da Pentesilea, la regina delle Amazzoni.